# 陸家灣村
30°55′11″N 120°20′44″E / 30.91972°N 120.34556°E
陸家灣村屬浙江省湖州市吳興區織里鎮管轄，原漾西鎮鎮政府駐地。該村位於湖州市織里鎮東北部23．5公里，地處江浙兩省的交界地帶，東臨江蘇省七都鎮，北靠太湖，南與曙光村接壤，為典型的江南水鄉。曾是原漾西乡中心集镇和乡政府驻地。現為原漾西鎮地區經濟、政治、文化中心。
陸家灣村共有農戶706戶，常住人口達到2977人，全村行政區域面積為4.5平方公里，全村耕地面積為3707畝，魚塘180畝，桑地695畝。中心村建設規劃人口1980人，規劃用地面積42.93公頃。

## 村名起源
據《湖州府志》載，陸家灣古稱「陸葭灣」或「綠葭灣」。其村名據姓氏及地形得名。舊有「六陸三董一葉張」之說，即陸姓六戶，董姓三戶，葉姓張姓各一戶之意。行政村名因陸家灣集鎮而名。

## 沿革
清代与胡溇、宋溇、晟溇、钱溇、乔溇同属乌程县十四区一百四十五庄。中华民国成立后1912年至1928年属吴兴县东北镇管辖，由董家甸、钱家兜、陆家湾等自然村组成。1935年后隶属义皋镇、义和镇。中华人民共和国建立初期属义和镇、漾西乡，先后成立互助组、初级社、高级社等农业合作化组织。1958年并人太湖人民公社，属漾西管理区。1961年建立董家甸、钱家兜、陆家湾三个生产大队。文化大革命期间，陆家湾改名为红卫大队，钱家兜改名东风大队，董家甸改为卫东大队，属漾西人民公社管辖。1984年撒队建村改为董家甸、钱家兜、陆家湾三个行政村，属漾西乡人民政府管辖。陆家湾为漾西乡历届政府、公社驻地。1999年撤漾西乡并人织里镇，2000年三村合并，建立陆家湾行政村，归属织里镇人民政府管辖。

## 行政區劃
全村共有一個居民委員會，村民小組32個，下轄料大灣、野柴灣、豐兆灣、費家㘰、陸家㘰等村。

## 經濟
村裏一直以來以特色小五金產業為主，特別是近幾年，在村兩委會的大力招商引進下，私營經濟發展迅速。全村共有個私企業70餘家，主要產品有鋁合金、電線電纜、塑膠等。全村80%的勞力已轉移到二、三產業。
在進行示範村建設前，陸家灣村就開展了大規模的村莊整治建設，投入資金共計90萬元以上。

## 古跡

### 張官橋
張官橋位於織里鎮東北10公裏陸家灣村、新浦村、湯溇村三村交界處。始建年代不明，但明萬曆《湖州府治》有載。橋非常古老，歷史應在400年以上。相傳朱元璋和張士誠在湖州城東決戰時，長興、蘇南運來的軍糧，經過此橋集中到陸家漾，然後分配個各部隊。
張官橋系三孔石拱橋，長約20米，寬約2.5米，采用縱聯分節並列砌置法。橋頂有欄板，欄板間嵌望柱4支。

### 陸家漾
陸家漾古名「綠葭漾」，漾面面積約3000畝，近岸蘆葦叢生，漾水清澈，碧波蕩漾，風光旖旎。其北岸為夏季避暑勝地，舊時民國時期多有上海富豪在這裏修築別墅，現多以拆毀。原漾西鎮鎮政府大樓位於北岸，現已搬遷至棟樑大道。

### 迎暉橋

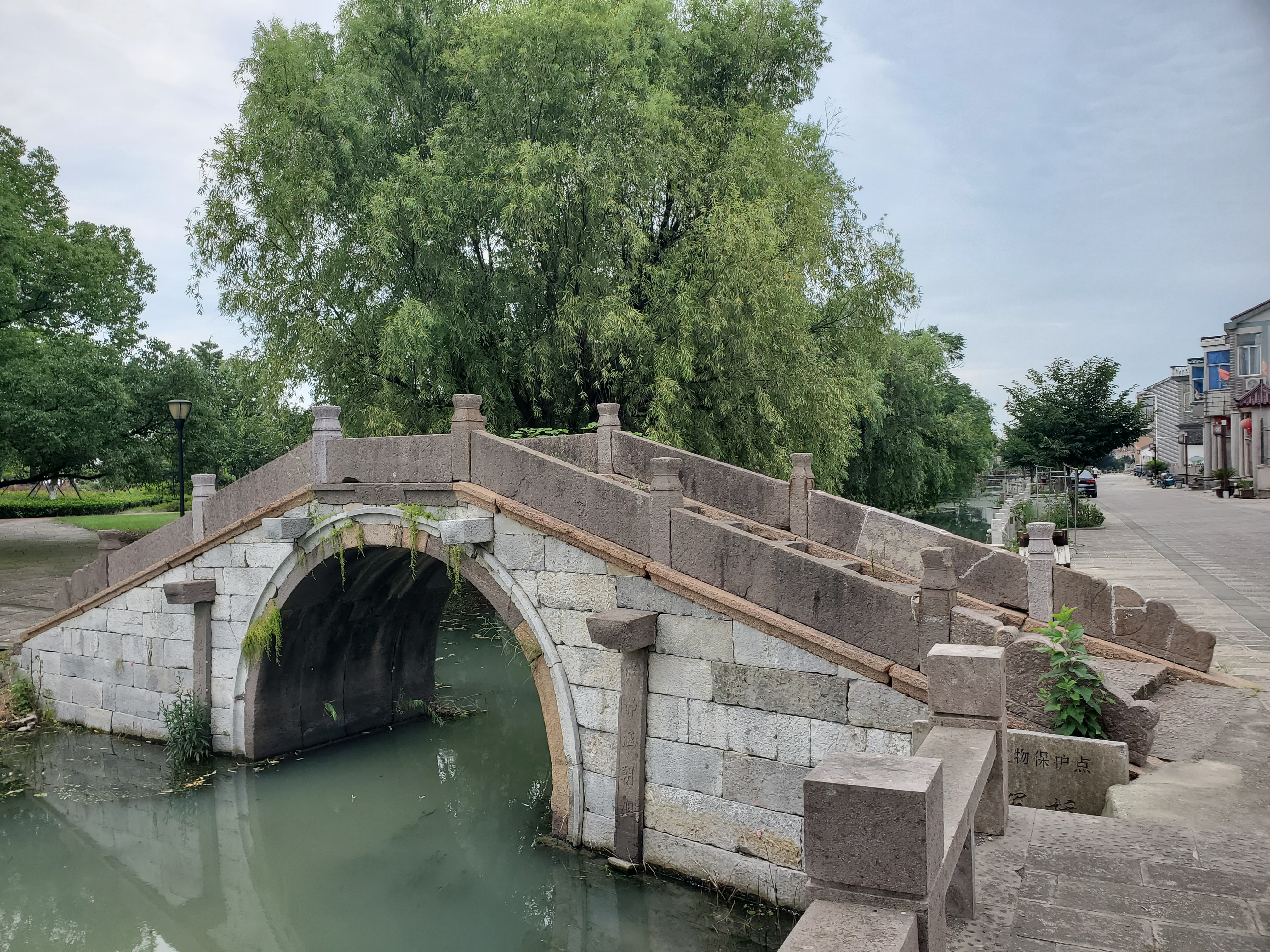
迎晖桥

迎暉橋位於陸家灣，跨陸家漾支流，系單孔石拱橋。橋全長14.9米，寬2.33米，拱高3米，跨徑4.3米，以太湖石、花崗石構築，拱券采用縱聯分節並列砌置法。橋兩側置素面石欄板，欄板間嵌望柱12支欄板末端置抱鼓石，南北踏步各有11級，橋心石刻為祥瑞圖案。橋刻有「迎暉橋」三字。橋聯有：「虹飛鎖**水；……。」（缺下聯）「□靜涵朝旭；□騰射夕霞。」

### 沈氏思慎堂
沈氏思慎堂，舊時地處陸家灣經濟繁榮帶（現陸家灣老街），前有3000畝的陸家漾，北通太湖。相傳是由當地士紳沈太原手上傳下來，被後代視為祖堂，50年代更名為沈氏思慎堂，代代相傳，至今已傳至四五代。2003年沈氏思慎堂被湖州文物局評為市級文物保護點，2006年成為區級愛國主義教育基地。

## 外部連結
- 吳興區織里鎮陸家灣村 （页面存档备份，存于）